# 大場榮

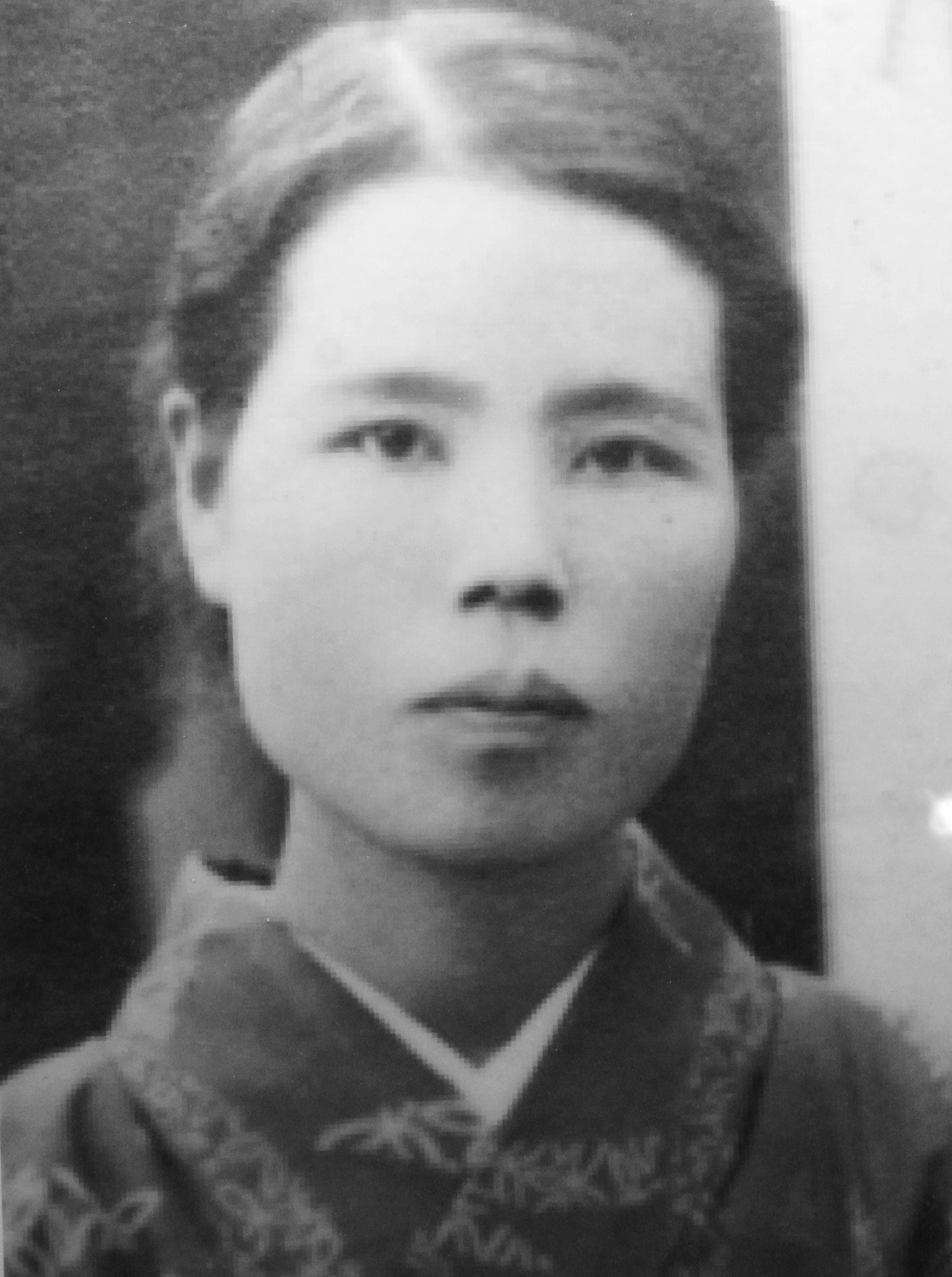
1937年的大場峰子

大場榮（／，1914年3月21日—1992年6月8日） 是大日本帝國陸軍軍人、實業家、政治家。最終階級為大尉。丸榮產業有限公司執行董事（有限会社丸栄産業代表取締役）、蒲郡市議會議員。日本愛知縣出身。

## 概要
從日中戰爭開始就參與中國方面的戰事，其後前往太平洋戰線參與作戰。在日本軍於塞班島之戰失利後，就帶領平民及殘存的小數部隊進入叢林躲避盟軍的攻擊。在大場的領導下，其部隊一直與美軍週旋到終戰後的第3個月﹐於1945年12月才投降。

## 早年生活
大場在1914年3月21日於日本愛知縣蒲郡市出生，為家中長子，父親為當農夫的大場伊助。1933年3月，進入愛知縣實業教員養成所並後來在這裡取得正式教師身份。在擔任教師後，與峰子（1912年﹣1992年）於蒲郡市結婚。

## 軍旅生涯
1934年，大場進入大日本帝國陸軍並隸屬於步兵第18聯隊，聯隊所在地為豐橋市 。其後成為甲種幹部候補生並接受訓練，並與部隊一同被派往滿洲國作屯駐。1936年跟隨部隊返回豐橋 ，並與妻子短暫重聚。
1937年日中戰爭全面爆發，步兵第18聯隊被調派往中國作戰，大場於8月跟隨部隊登陸後參與第二次上海事變。同年12月晉升為少尉，於1939年成為中尉，並於1941年11月成為步兵中隊長。於1943年3月晉升為大尉。

### 塞班島
早於1944年，步兵第18聯隊退出滿洲並重新派往太平洋戰線，大場亦被指派去指揮聯隊的醫療中隊。同年的2月29日，時間為1500左右，正運送著聯隊人員的運輸艦「崎戶丸」在塞班島附近被美軍潛艇「鱒魚」號射出的魚雷擊沉。約有一半人員與運輸艦葬身大海，其護衛艦隻則迅速地將約1800名倖存者救起並送到塞班島。後來經過簡單的編組，大多數聯隊的成員成功到達關島 。約有600名人員，包括大場就被遺忘在塞班島。後來大場被分派去組織225人的醫療中隊，以安定「崎戶丸」事故後倖存的給油船船員、工程人員及衛生兵。這些人員後來獲得些許的醫療支援，而在5月中更設立了救護站。
1944年6月15日早上，美國海軍陸戰隊於塞班島的沙灘上登陸正式發動了塞班島之戰。 儘管日本軍作出頑強的防禦，但結果是逐漸擴大其損失。日本軍指揮官在塞班島中央的塔波查山建立了指揮中心並在周圍組織防線。在沒有補給及援軍底下，其處境相當惡劣且難以防守，在其後更被命令作出最後的攻擊。在7月7日，大場大尉及其下屬參加了太平洋戰爭中最大的一次萬歲突擊。經過15小時猛烈及決死的肉搏戰，約有4,300名日本士兵陣亡。1944年7月9日，盟軍宣佈已成功控制塞班島。1944年9月30日，由於部分人員行蹤不明，因此日本軍方面推測他們為陣亡。大場大尉也被包括在陣亡者之列，後來亦因「戰死」而特晉為少佐。

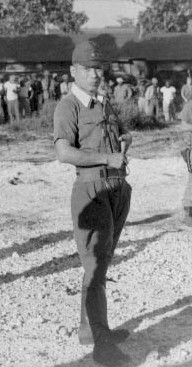
1945年12月1日的大場大尉

事實中，大場大尉在作戰中生還並仍指揮著46名士兵。大場亦帶另外領著約200名躲避成為美軍俘虜而逃往叢林深處的日本平民。大場及其下屬組織並安置這些平民，並將其匿藏於山上的洞穴及隱藏於森林的村落之中。當平民不需要士兵幫忙的時候，大場帶領著部下繼續戰鬥以對抗佔領塞班島的美國海軍陸戰隊。大場以塔波查山作為主要陣地，其山頂標高達473米且無遮無擋，可以360度俯視整個塞班島。大場及其部隊不時從山上主野營西邊的山坡，使用游擊的方式突襲美軍的陣地，再倚山區驟霧的地理特性作掩護撤退。大場憑著行動速度及突然性，多次粉碎美軍陸戰隊尋殲他們的企圖，而「狐狸」這稱呼亦由此而起。
1944年9月，美軍陸戰隊開始在塞班島內部進行巡邏，並搜尋因需補給而侵襲美軍營地的日本倖存者。這些巡邏隊有時遇上日本士兵或平民，如果巡邏隊能俘虜他們，美軍將會審問他們並送進適當的拘留營地。美軍陸戰隊藉著這些審問而得知大場的名字。

### 投降
大場及其部下殘留在塞班島達512日，或16個月 。1945年11月27日，在塞班島之戰時獨立混成第9聯隊的指揮官天羽馬八少將，靠著唱出日本步兵的軍歌找出部分匿藏的日本人。天羽亦使用已廢止的大本營所下達的正式文件來命令大場大尉及其部隊向美軍投降。1945年12月1日，在日本投降後第3個月，日本士兵們再一次在塔波查山集合，在離開時唱著軍歌步兵的本領為戰死的英靈致敬。大場帶領其下屬走出叢林並向美軍陸戰隊第18防空砲連投降。在極嚴謹及相對有尊嚴的情況下，大場大尉將軍刀交出及呈遞給霍華德 G·古魯吉斯（Howard G. Kurgis）中校，而大場的下屬亦繳交了他們的武器及軍旗。大場隊亦是於塞班島中最後一支有組織的日本部隊。

## 戰後

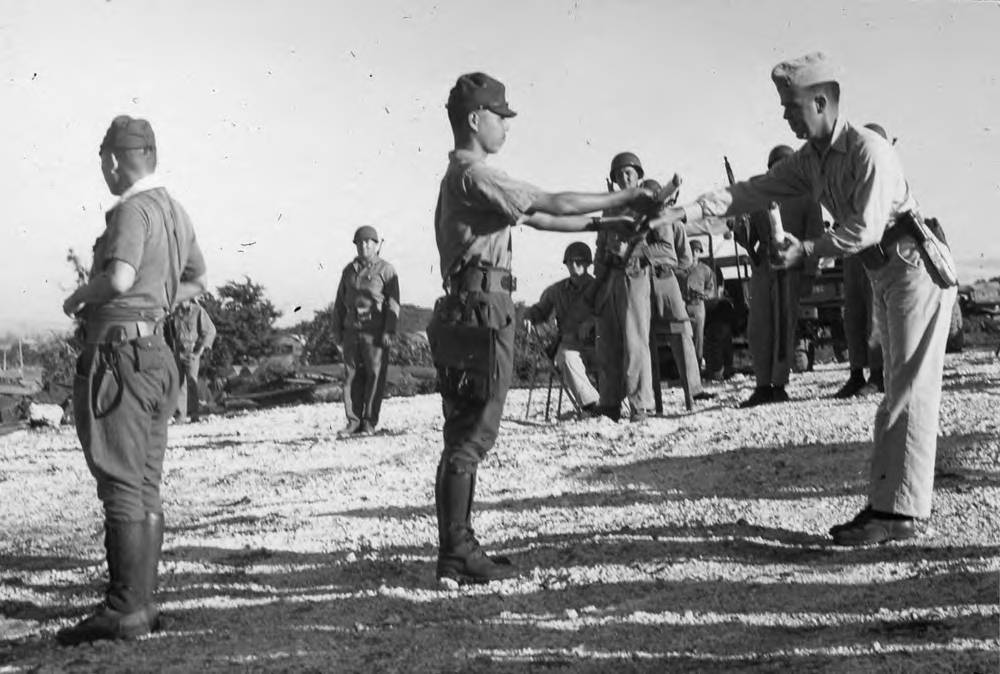
1945 年 12 月 1 日星期六上午，日本帝國陸軍上尉大場榮在馬裡亞納群島塞班島向美國海軍陸戰隊霍華德·G·庫爾吉斯中校交出他的武士刀。

日本方面在確定大場榮在塞班島仍然生還後，將其戰死特晉撤銷。而大場從拘禁中獲釋後就被遣送回日本。在回國後，大場立刻與妻子及兒子重聚。這孩子是在1937年，大場剛被派往中國時出生。1952年，大場被丸榮產業僱用成為雇員，作為公司董事會的代表（執行董事）及發言人直到1992年。而1967年至1979年之間，亦為愛知縣蒲郡市議會議員 ，並服務於社區。
唐·鍾斯為前美軍陸戰隊隊員並配置於塞班島，當時亦身在受到大場的軍隊突襲的隊伍中，卻被殘留日本兵的故事吸引並在戰後找到大場。在大場的協助下，鍾斯寫了一本書有關他在塞班島的體驗。鍾斯也與大場及其家人成為恆久的朋友，後來亦拜訪了於遠方並行將退休的古魯吉斯中校，請求他歸還大場在投降時呈交的軍刀。在古魯吉斯同意後，鍾斯帶同軍刀前往日本並贈送給他很感謝的朋友。這軍刀成為大場家族所擁有並留存的家傳之寶。
大場於1992年6月8日逝世，享壽78歲。遺體埋葬於蒲郡市高雲寺內的家族墓地。

## 文學作品與電影
唐·鍾斯經過大場的全力協助下，將其經歷寫成小說記述，並在1982年首先譯成日文出版。該書受到大眾歡迎，而英文版於1986年出版，並名為Oba, The Last Samurai: Saipan 1944–1945。
2010年5月，大場榮的次子大場久充發現了父母之間達1,200頁的書信及明信片，這些信件大多是1937年至1941年間收到或寄出的，儘管亦有部分是至到1944年的  。大場久充後來將這些信件拿給身為1999年芥川龍之介賞得獎小說家的表外甥平野啟一郎。平野在閱讀這些戰時的信件後被深深感動，更幫忙尋找出版人。大場久充及平野將這些信件提供給豐橋的水谷眞理發行，水谷在準備出版的時候覺得這些信件存在特別意義，並且令人可詳細得知日本戰時的日常生活。透過大場夫婦之間的通訊中發現他們深愛著對方，信內亦記述著無數的日常活動﹐當時峰子在蒲郡，而大場在中國大陸及滿洲執行任務，更重要的是後來大場前往太平洋 。這些信件亦由一群擁有文學、出版、歷史等專業背景且事務繁忙的志願者小組重新檢視。經挑選後，於2011年1月出版成書，名為《大場榮與峰子於戰火中的情信（》 。
2011年2月11日，電影《太平洋的奇蹟-被稱為狐狸的男人-》於日本上畫，內容為描寫大場隊於塞班島的奮鬥，亦有關於美軍陸戰隊對其無情的追捕。電影由東寶映畫發行，導演為平山秀幸，其複雜的制作團隊來自日本、美國及泰國。大場榮由日本演員竹野內豐飾演，而竹野內為了準備這角色，特地拜訪大場久充並與其一起前往大場榮的墓地拜祭。不少評論家認為該電影為水準之作。

## 年表
- 1914年3月21日，出生於愛知縣，為農夫大場伊助的長子。
- 1933年3月，於愛知縣實業教員養成所畢業。
- 1933年4月，成為御津町立實業學校的地理教諭（教師）。
- 1934年﹐因徵兵而入伍於大日本帝國陸軍。配屬於歩兵第18聯隊。
- 1935年，因以將校為目標而成為甲種幹部候補生。
- 1936年，於豐橋市立吉田方尋常小学校任職教諭。
- 1937年8月，因中日戰爭而出征。
- 1937年12月，被任命為予備陸軍歩兵少尉並成為歩兵第18聯隊附。
- 1938年4月，成為特別志願將校。
- 1939年8月，被任命為現役陸軍歩兵中尉。
- 1941年11月，被任命為歩兵第18聯隊中隊長。
- 1943年3月，於太平洋戰爭（大東亞戰爭）中晉升為大尉。
- 1944年2月，成為歩兵第18聯隊衛生隊長，隨後與聯隊前往塞班島。
- 1944年9月30日，因於塞班島之戰被判斷為戰死而特晉為少佐（在確認生存後取消）。於塞班島守備隊第43師團玉碎後，大場隊以塔波查山為據點並開始將戰鬥游擊化，在日本接受波茨坦宣言後更展開了游撃戰。
- 1945年11月27日（於25日發令），接受獨立混成第9聯隊長天羽馬八少將的正式投降命令。
- 1945年12月1日，大場隊47人為戰死者鳴槍3響以慰靈後，各自整理好軍装，旗手手持日章旗及列隊，由大場先行並帶領隊伍唱著軍歌步操下山向美軍投降。大場於投降儀式上依照慣例將自己的軍刀（投降証明）呈遞給美軍軍官，儀式期間的照片為現存[25]。
- 在復員後於1952年至1992年為有限會社丸榮產業的代表取締役（執行董事）。
- 1967年4月至1979年3月為愛知縣蒲郡市議會議員。
- 1992年6月8日逝世。

## 關聯書籍影視
- 水谷眞理、竹内康子（編集）、（插圖）、水谷眞理（監修）2011年2月發行。 ISBN 978-4-903988-02-3（日語）
- 2011年依原作改編電影『太平洋的奇迹』（導演・平山秀幸）、竹野内豐主演。[26]

## 註腳
1. ↑  愛知教育大學 （页面存档备份，存于）（日語）
2. 1 2 3 4 5 6  佐藤芳久. . 東日新聞 (豐橋: 東海日日新聞社). August 23, 2010. News & Topics  [January 6, 2011]. （原始内容存档于2011年10月6日） （日语）.
3. 1 2 3 4  安藤聡. . 東愛知新聞 (愛知). August 25, 2010 （日语）.[永久]
4. 1 2 3 4 5  秦郁彦.  2. 東京: 東京大學出版會. 2005 （日语）.
5. ↑   8. 豐橋: 豊橋市. 1979. ASIN B000J8HTNY （日语）.
6. ↑  Madej, W. Victor. . Allentown, PA. 1981 （英语）.
7. 1 2 3 4 5  Jones, Don. . Presidio Press. 1986. ISBN 089141245X.
8. ↑  Gailey (1988), p.36.
9. ↑  Hoyt (1980), p.240.
10. ↑  Jones (1986), p.10.
11. ↑  Gailey, Harry. . Novato, CA: Presidio Press. 1988. ISBN 0-89141-651-X （英语）.
12. ↑  Crowl, Philip A. . Washington, DC: Department of Defense. 1959.
13. ↑  Jones (1986), p.20.
14. 1 2  Toland, John. . New York: Random House. 1970: 516.
15. ↑  Goldberg, Harold. . Bloomington: Indiana University Press. 2007.
16. ↑  Jones (1986), p.2.
17. 1 2 3  . The Daily Target (Saipan). Signal Corps. December 2, 1945.
18. 1 2 3  Jones, Don. . 中村定 譯. 東京: 祥伝社. 1982. ASIN B000J7FUHW （日语）.
19. 1 2  Jones (1986), p.3.
20. ↑   [History of Gamagori: Modern Era] 4. Gamagori, Japan: Gamagori Board of Education. 2006 （日语）.
21. ↑  根據佐藤芳久於2010年8月的報道，平野啟一郎為大場𡶶子兄長的孫兒
22. ↑  . 文藝春秋.   [January 6, 2011]. （原始内容存档于2008-02-13） （日语）.
23. ↑  . 東宝. 2010  [2012-04-13]. （原始内容存档于2014-07-10）.
24. ↑  Schilling, Mark. . February 25, 2011  [March 18, 2011]. （原始内容存档于2011-03-02）. |newspaper=被忽略 (帮助)
25. ↑  Captain Oba's Company Surrenders; World War II Virtual Museum, American Memorial Park, Saipan（英文）
26. ↑  .   [2019-10-27]. （原始内容存档于2018-12-29）.

## 外部連結
- （日語）
- （日語）
- The Surrender Of Captain Oba's Company on Saipan, Dec. 1, 1945（英文）